# Lazovići
Lazovići este un sat din comuna Bijelo Polje, Muntenegru. Conform datelor de la recensământul din 2003, localitatea are 171 de locuitori (la recensământul din 1991 erau 197 de locuitori).

## Demografie
În satul Lazovići locuiesc 101 persoane adulte, iar vârsta medie a populației este de 26,5 de ani (27,1 la bărbați și 26,0 la femei). În localitate sunt 28 de gospodării, iar numărul mediu de membri în gospodărie este de 6,11.
|  |

| Demografie | Demografie | Demografie |
| An         | Locuitori  | Locuitori  |
| ---------- | ---------- | ---------- |
|            |            |            |
|            |            |            |
|            |            |            |
|            |            |            |
| 1948       | 150        |            |
| 1953       | 175        |            |
| 1961       | 211        |            |
| 1971       | 222        |            |
| 1981       | 207        |            |
| 1991       | 197        | 197        |
| 2003       | 188        | 171        |

| \| Componența etnică conform recensământului din 2003[2] \| Componența etnică conform recensământului din 2003[2] \| Componența etnică conform recensământului din 2003[2] \| Componența etnică conform recensământului din 2003[2] \| Componența etnică conform recensământului din 2003[2] \| \| ----------------------------------------------------- \| ----------------------------------------------------- \| ----------------------------------------------------- \| ----------------------------------------------------- \| ----------------------------------------------------- \| \| \| \| \| \| \| \| Bosniaci \| Bosniaci \| \| 153 \| 89,47% \| \| Sârbi \| Sârbi \| \| 12 \| 7,01% \| \| Musulmani \| Musulmani \| \| 2 \| 1,16% \| \| necunoscută \| necunoscută \| \| 4 \| 2,33% \| |             |  |     |        |
| Componența etnică conform recensământului din 2003 |             |  |     |        |
| |             |  |     |        |
| Bosniaci | Bosniaci    |  | 153 | 89,47% |
| Sârbi | Sârbi       |  | 12  | 7,01%  |
| Musulmani | Musulmani   |  | 2   | 1,16%  |
| necunoscută | necunoscută |  | 4   | 2,33%  |